# 松本市立女鳥羽中学校
松本市立女鳥羽中学校（まつもとしりつ めとばちゅうがっこう）は、長野県松本市原にある公立の中学校。愛称は「女中」（めっちゅう）。

## 沿革
- 1951年（昭和26年）4月1日 - 長野県東筑摩郡本郷村岡田村中学校組合立女鳥羽中学校として開校
- 1951年（昭和26年）11月20日 - 開校落成式・開校記念行事の実施
- 1953年（昭和28年）5月10日 - 体育館落成式
- 1953年（昭和28年）8月1日 - 岡田村が松本市と合併したため、校名を長野県本郷村松本市組合立女鳥羽中学校と改称
- 1954年（昭和29年）2月5日 - 校歌制定
- 1959年（昭和34年）4月4日 - 特別校舎竣工（内部設備の充実）
- 1960年（昭和35年）10月31日 - 給食室落成式　11月1日より完全給食開始
- 1961年（昭和36年）9月5日 - 水泳プール完成
- 1971年（昭和46年）3月15日 - ブロンズ像「希望」建立
- 1972年（昭和47年）6月16日 - 生徒会女鳥羽川清掃開始
- 1974年（昭和49年）5月1日 - 松本市立女鳥羽中学校と改称
- 1980年（昭和55年）8月15日 - 女鳥羽中学校同窓会発足
- 1982年（昭和57年）校舎改築起工式
- 1999年（平成11年）3月 - 柔剣道場起工式
- 2002年（平成14年）10月15日 - 自問活動導入の全校集会
- 2011年（平成23年）4月1日 - 女鳥羽中学校あさひ分校開校
- 2011年（平成23年）4月6日 - 自校給食からセンター給食へ編入
- 2015年（平成27年）6月18日 - 女鳥羽川地域ボランティア活動（通称MCV活動）を実施
- 2020年（令和2年）3月 - 新型コロナウイルス（COVID-19）流行のため休校。（卒業式のみ実施）
- 2020年（令和2年）4月9日～5月21日 - 新型コロナウイルス感染予防のため休校。（分散登校を経て6月より再開）
- 2020年（令和2年）8月 - 教室にエアコン設置。70周年記念日品としてテレビシステムを導入
- 2020年（令和2年）10月3日 - 開校70周年式典（ウェブ配信）
- 2021年（令和3年）3月 - GIGAスクール構想により1人1台タブレットPC配備
- 2023年（令和5年）2月-校舎トイレ改修完了

## 概要
1951年（昭和26年）に開校。2020年には開校70周年記念式典が行われた。
同年に、開校70周年記念事業実行委員会が約200万円をかけて各教室にテレビシステムを整備。
2021年に、GIGAスクール構想を受けて全生徒にLenovo社のIdeaPad D330を導入。各教室にEPSON社製のプロジェクターも設置された。

### 学校目標
「学ぶ心」
「思いやる心」　を磨き、自立する生徒
「鍛える心」

### 女鳥羽中学校校歌
校歌（作詞：五味保義、作曲：平井康三郎）

### 学区
五十音順
- 浅間温泉1丁目
- 浅間温泉2丁目
- 浅間温泉3丁目
- 大村北、大村中、大村南、南浅間の一部
- 岡田町の一部
- 岡田伊深、岡田山浦
- 岡田東区の一部、岡田松岡の一部、岡田塩倉の一部、岡田神沢の一部
- 稲倉
- 原の一部
- 洞
- 三才山
- 水汲

### 生徒数・職員数
- 2025年7月現在 生徒＝322人、職員＝36人[6]

#### 学級数
- 2025年度＝1学年4クラス、2学年4クラス、3学年3クラス、特別支援学級5クラス[6]

### 年間活動
令和7年度の情報

#### 1学期
- 4月　入学式、始業式、生徒会入会式、3年復習テスト、3年修学旅行、生徒総会
- 5月　参観日、中間テスト、3年復習テスト
- 6月　中信大会壮行会、参観日
- 7月　期末テスト、3年復習テスト、県大会壮行会、終業式、1年上高地学習、2年職場体験学習

#### 2学期
- 8月　北信越大会・全国大会、始業式、3年総合テスト
- 9月　中間テスト、3年総合テスト、開校記念祭（文化祭）
- 10月　強歩大会、2年高山旅行、参観日、3年総合テスト
- 11月　生徒会選挙、3年総合テスト
- 12月　保護者懇談会、生徒総会、終業式

#### 3学期
- 1月　始業式、3年総合テスト、新入生保護者説明会・体験入学
- 2月　公立高校前期選抜、参観日、3年総合テスト、期末テスト
- 3月　公立高校後期選抜、生徒総会、3年生を送る会、卒業証書授与式、終業式

### 生徒会活動
総務会は会長（1名）、男女副会長（2名）、書記（2名）、会計（2名）で構成される。任期は1年で、11月頃に演説を行い、全校生徒による投票が行われる。

#### 生徒会
総務会、代議員会、校風委員会、環境美化委員会、体育委員会、広報委員会、保健委員会、図書委員会、厚生委員会、給食委員会、放送委員会

### 部活動
- 野球部
- サッカー部
- 女子バレー部
- 男子バスケットボール部
- 女子バスケットボール部
- バドミントン部
- 卓球部
- 陸上部

#### 文化部
- 文化部家庭科コース
- 文化部美術コース
- 吹奏楽部

## 卒業生
- アオイヤマダ（ダンサー、モデル）[7]
- 橋浦淑子（ピアニスト）[1]
- 田中隼磨（プロサッカー選手）[1]

## 所在地
- 〒390-0316 長野県松本市原1085-2